# Marcato

Símbolo de marcato.

Marcato ('marcado' em italiano), em notação musical, é um sinal de articulação que indica que uma nota, acorde ou passagem deve soar mais forte, destacando-se das notas ou acordes  próximos.   É representado por um V invertido, acima da nota.